# حصون
حصون هي إحدى القرى اللبنانية من قرى قضاء جبيل في محافظة جبل لبنان.